# Poivre blanc de Penja
Pour les articles homonymes, voir Penja (homonymie).

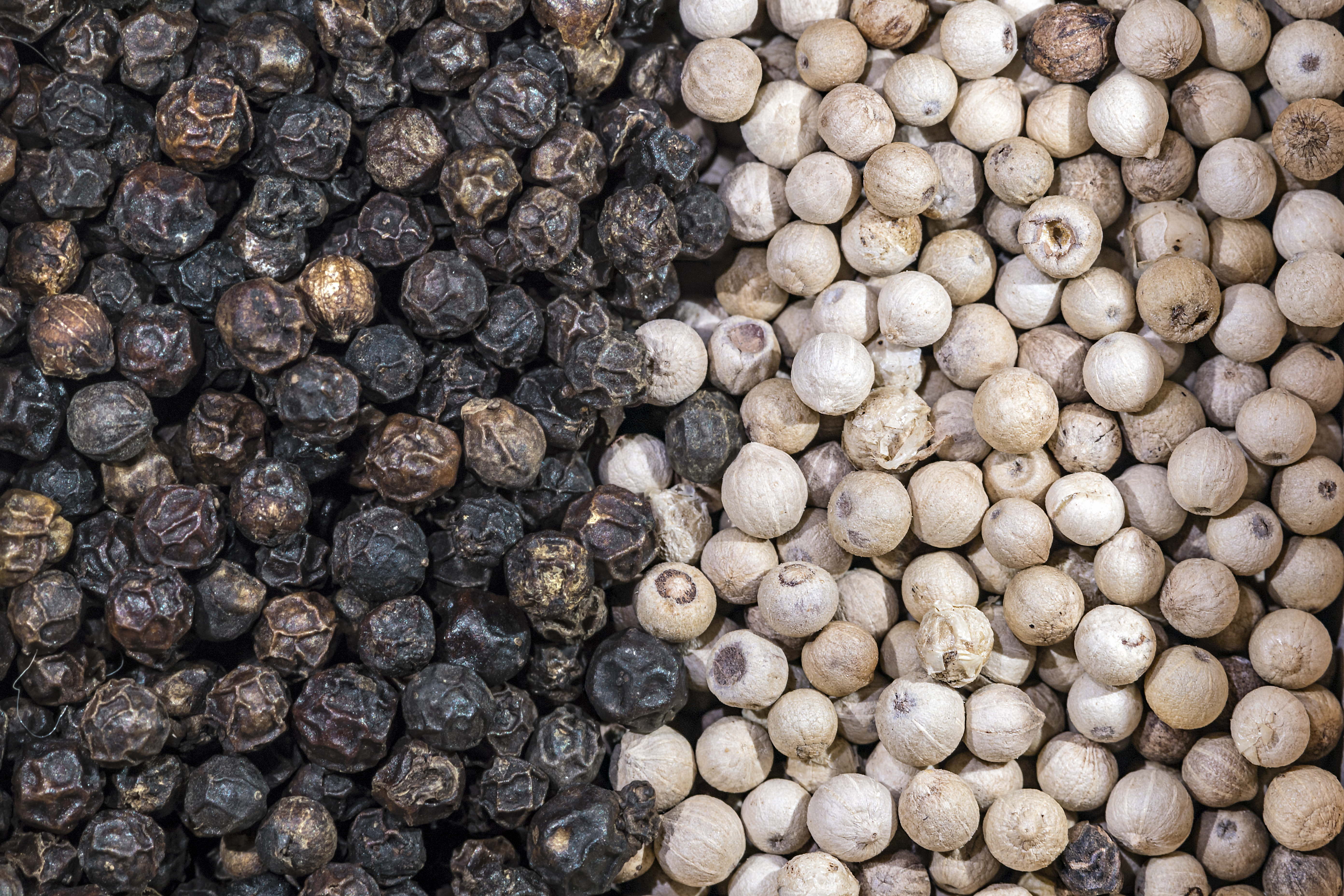
Penja - Poivre avec et sans péricarpe.

Le poivre blanc de Penja est une variété de poivre du Cameroun.

## Histoire
La culture du poivre a été introduite au Cameroun par Antoine Decré, planteur de bananes à Penja, qui a décidé d'implanter dans cette zone, reconnue pour son terroir volcanique, quelques lianes de Piper nigrum provenant d'Inde. La première exportation, un sac de 40 kg de poivre blanc, a eu lieu en mars 1958.
Très peu de plantations de bananes consacrent une partie de leurs terres à cette nouvelle culture. La culture du poivre reste confidentielle (et non industrielle) et très peu vouée à l'exportation (quelques tonnes par an maximum).
L'aventure continue[Quand ?] avec l'implication de Paul Breton, Pierre Aubriet, Erwann de Kerros puis Dick Scott. Aujourd'hui la culture se développe et offre à de nombreux petits planteurs la possibilité de cultiver ce roi des épices, culture exigeante, délicate et de longue haleine.
En 2013, le poivre de Penja a obtenu la première Indication géographique protégée africaine. Véritable consécration pour ce poivre si apprécié par les chefs et les fins gourmets.

## Botanique
Il appartient à l'espèce Piper nigrum (famille des Pipéracées) qui se décline en poivres vert, noir, blanc ou gris selon le stade de maturité à la récolte et les procédés de transformation. 
Le genre Piper comprend également d'autres espèces qui offrent des poivres riches en arômes comme le poivre sauvage de Madagascar « voatsiperifery » de l'espèce Piper borbonense.
En revanche le poivre rose, ou baies roses (Schinus molle), n'est pas un poivre mais appartient à la famille des Anacardiacées tout comme la mangue, la noix de cajou ou la pistache.

## Transformation
Le poivre de Penja est récolté lorsqu'il est rouge. Il est mis à fermenter dans des tonneaux remplis d'eau. Les enveloppes rouges des fruits se détachent et s'accumulent à la surface, emportées lors de l'ascension du gaz carbonique. En fin de fermentation, les fruits sans peau devenus blancs sont égouttés et mis à sécher.

## Saveurs et accords
Le poivre blanc de Penja est long en bouche et très légèrement piquant. Il est doux et raffiné. 